# Nico Viëtor
Nicolaus (Nico) Gerhardus Viëtor (Assen, 2 december 1911 - aldaar, 29 juni 1945) was een Nederlandse verzetsstrijder in de Tweede Wereldoorlog. Hij gaf leiding aan het verzet in het Drentse Beilen.

## Levensloop

### Jeugd
Viëtor volgde een opleiding aan de zeevaartschool en was van 1930 tot 1934 werkzaam op de grote vaart. Zijn toekomstige vrouw Lien Schuur wilde geen zeeman als echtgenoot, waarna Viëtor een eenjarige opleiding tot politieagent volgde. Hij begon zijn carrière in 1935 bij de gemeentepolitie in Den Haag. Hij werd in april 1940 veldwachter in Tiendeveen om vervolgens in december 1941 aangesteld te worden als chef van de politie in de gemeente Beilen. In maart 1943 werd hij bovendien bevorderd tot opperwachtmeester.

### In het verzet
Van september tot december 1941 verborg Viëtor twee joodse mannen in huis. Hij had de joodse Marius van Zuiden leren kennen bij een politiehondencursus. In augustus 1941 vroeg Van Zuiden aan Viëtor of hij samen met zijn zoon Abraham bij hem kon onderduiken. Toen Viëtor vanwege zijn werk naar Beilen verhuisde, vonden vader en zoon Van Zuiden een ander onderduikadres in Tiendeveen. Beide mannen overleefden de oorlog.
Viëtor vervoerde regelmatig joden naar hun onderduikadres en zorgde voor genoeg levensmiddelen. Daarbij werkte hij vaak nauw samen met de bekende schrijver Anne de Vries. Hij regelde voor alle resterende joden in Beilen een onderduikplek, toen er een oproep kwam om zich te melden in Kamp Westerbork. In de nacht van 23 op 24 augustus 1942 hielp hij Arnaud van Gelder te vluchten uit Westerbork. Viëtor bracht hem achter op de motor naar zijn onderduikadres. Viëtor was in augustus 1943 betrokken bij een poging om Lien Kuijper, de joodse koerierster van Johannes Post, te helpen ontsnappen uit Westerbork. De bevrijdingsactie vond geen doorgang omdat Kuijper weigerde te vluchten; ze wilde waarschijnlijk niet dat er represailles zouden worden genomen tegen haar barakgenoten. Kort daarna werd zij gedeporteerd naar Polen, waar zij direct na aankomst werd vergast in Auschwitz. 
Viëtor hield zich verder bezig met het in veiligheid brengen van neergestorte geallieerde piloten. Ook was hij betrokken bij dodelijke aanslag op opperwachtmeester Hendrik Huizing op 11 maart 1944 door Johannes Post, Frits Smit, Arie Stramrood en Nol Wildschut. Zij vertrokken vanuit Viëtors woning op hun gloednieuwe fietsen, waarmee ze erg opvielen en die ze eerst voor de woning van Viëtor hadden geparkeerd. Viëtor besloot onder te duiken nadat hij merkte dat de Sicherheitsdienst na tien dagen nog steeds onderzoek deed naar de moord. Via Willem de Groot, een van zijn naaste medewerkers, wist hij dat de SD hem op het oog had als verdachte. Door Anne de Vries werd het gezin weggebracht naar hun eerste onderduikadres. Viëtor zat samen met vrouw en kind achtereenvolgens ondergedoken in Dalfsen, Ruurlo, Enschede, Almelo, Vriezenveen en Vroomshoop, voordat ze in de herfst van 1944 in Hollandscheveld terecht kwamen. Vandaar trok Viëtor met vrouw en kind naar Tiendeveen, waar ze het einde van de oorlog meemaakten.
Zowel Viëtor als zijn vrouw Lien Schuur waren in de onderduiktijd nog steeds betrokken bij het verzet. Zo nam Lien Schuur deel aan een wapendropping bij Tiendeveen die onder andere door Jos van Aalderen was georganiseerd. Verder trad zij op als koerierster voor haar man. Twee belangrijke contactadressen waren dat van Lammert Zwanenburg en de gereformeerde predikant Hendrik Johannes Heersink.
De naam van Viëtor was bekend bij de verraadster Geessien Bleeker, die van augustus tot oktober 1944 bij Zwanenburg gevangen zat, hoewel zij hem nooit persoonlijk heeft ontmoet. Zij wist niet precies waar hij ondergedoken zat behalve dat het bij ene familie Jonker was. Door het verraad van Bleeker werden in februari 1945 wel Klaas Westerbeek en Koop Schra aangehouden, twee naaste medewerkers van Viëtor en minstens één andere Joodse familie. Na twee weken van zware verhoren sloeg Westerbeek door en vertelde de Sicherheitsdienst dat Viëtor samen met dominee Heersink zat ondergedoken bij Aaldert Jansen in Tiendeveen. Jansen zag de overvallers op tijd aankomen, waardoor Viëtor op tijd wist te ontkomen. Schra werd een paar weken later geëxecuteerd bij Woeste Hoeve als represaille voor de aanslag op Hanns Rauter, Westerbeek werd op transport gezet naar Duitsland en kwam om bij het bombardement van de Cap Arcona.

### Na de oorlog
Na de bevrijding van de gemeente Beilen op 11 en 12 april 1945 keerde Viëtor vanuit Wijster, waar hij het verzet coördineerde, terug naar huis. Hij nam direct de organisatie voor de opsporing van landwachters ter hand. Kort daarna werd hij benoemd tot districtshoofd van de Politieke Opsporingsdienst. Viëtor nam samen met zijn collega Bert Dijkstra de verraadster Geessien Bleeker op 4 juni 1945 een dertig uur durend verhoor af. Zij namen haar mee naar het huis van Anne de Vries.
Zowel De Vries als Bleeker verklaarden later dat Bleeker daarbij ernstig mishandeld was. Zo zou ze met een touw onder haar oksels in de boom zijn gehangen, geslagen met een gummiknuppel en werden er brandende sigaretten op haar uitgedrukt. Bleeker herriep later haar verklaring, waarin zij had opgebiecht achter het verraad van de Turfsingel 51A en de radiozender in Drijber te zitten. Zij stelde op een gegeven moment maar opgebiecht te hebben wat haar verhoorders wilden horen. Viëtor was er vooraf al van overtuigd dat Bleeker achter het verraad van beide locaties zat.

### Dood
Samen met Dijkstra en een aantal vrouwelijke arrestanten was Viëtor op 29 juni 1945 op weg naar Beilen. Dijkstra wilde een andere auto inhalen, maar kwam terecht in de linkerberm. Beide mannen hadden in de weken hard gewerkt en waren oververmoeid, waardoor de reactiesnelheid van Dijkstra minder was. Viëtor kwam met zijn hoofd tegen de voorruit en was op slag dood.

## Persoonlijk
Viëtor had samen met zijn vrouw een dochtertje. Zijn broer Jan Viëtor was lid van de NSB, politieman en vanaf september 1944 gedetacheerd bij de Sicherheitsdienst in Assen. Hij is na zijn arrestatie in mei 1945 eenmaal bezocht door zijn broer Nico, die toen alle banden verbrak. Na de oorlog werd Jan Viëtor veroordeeld tot elf jaar gevangenisstraf.

## Erkenning
Zowel Vietör als zijn vrouw Lien ontvingen in 2018 postuum de eretitel Rechtvaardige onder de Volkeren van het Israëlische Holocaustcentrum Yad Vashem. In datzelfde jaar werd de naam van de Julianastraat, waar het gezin-Viëtor tijdens de oorlog op nummer 12 woonde, officieel omgedoopt naar Nico Viëtorplantsoen. In 1985 had Viëtor al het Verzetsherdenkingskruis ontvangen. In de boekenserie Reis door de nacht is het personage Van der Mey gebaseerd op Viëtor.